# Natalia Bandarenka
Natalia Bandarenka –en bielorruso, Наталля Бандарэнка; en ruso, Наталья Бондаренко, Natalia Bondarenko– (16 de diciembre de 1978) es una deportista bielorrusa que compitió en piragüismo en la modalidad de aguas tranquilas.
Ganó una medalla de bronce en el Campeonato Mundial de Piragüismo de 2006 y dos medallas en el Campeonato Europeo de Piragüismo de 2001.

## Palmarés internacional
| Campeonato Mundial | Campeonato Mundial | Campeonato Mundial | Campeonato Mundial |
| Año                | Lugar              | Medalla            | Competición        |
| ------------------ | ------------------ | ------------------ | ------------------ |
| 2006               | Szeged (Hungría)   | Medalla de bronce  | K2 1000 m          |
| Campeonato Europeo |                    |                    |                    |
| Año                | Lugar              | Medalla            | Competición        |
| 2001               | Milán (Italia)     | Medalla de plata   | K4 1000 m          |
| 2001               | Milán (Italia)     | Medalla de bronce  | K2 500 m           |